# Shelley-fényseregély
A Shelley-fényseregély (Lamprotornis shelleyi)  a madarak osztályának verébalakúak (Passeriformes) rendjébe és a seregélyfélék (Sturnidae) családjába tartozó faj.
A magyar név forrással nincs megerősítve.

## Előfordulása
Etiópia, Kenya, Szomália, Dél-Szudán és Tanzánia területén honos.